# Fujioara
× Fujioara, (abreviado Fjo) en el comercio, es un híbrido intergenérico entre los géneros de orquídeas Ascocentrum × Trichoglottis × Vanda. Fue publicado en Orchid Rev. 82(977) cppo: 10 (1974).